# 이강준 (방송인)
이강준(1984년 9월 17일 ~)는 대한민국의 방송인으로, 리엔터테인먼트 소속 프리랜서 방송인이다.

## 학력
- 동자초등학교
- 자양중학교
- 자양고등학교
- 명지전문대학 토목과 졸
- 서경대학교 도시공학과 졸

## 경력
- 2012 ~ 현재 : CJ 슈퍼레이스 아나운서
- 리엔터테인먼트 프리랜서 아나운서

## 데뷔
- KBS 겨울방학특집 과학콘서트 (2012년)

## 작품

##### 방송
- KBS 《상상오락관》
- KBS 《겨울방학특집 과학콘서트》
- MBC 《주병진토크콘서트》
- 채널A 스포츠 《CJ대한통운 슈퍼레이스 챔피언십》 캐스터 (2018, 4라운드)
- 채널A 스포츠 《CJ대한통운 슈퍼레이스 챔피언십》 캐스터 (2019, 3라운드)
- 경기방송 라디오 《김희연의 주말오후의데이트》 (주말레시피 고정게스트)
- CBS 《성서학당》
- C채널 《평화통일콘서트》
- C채널 《김형석교수의 예수, 어떻게 믿을 것인가》
- C채널 《말씀으로 돌아가는 시간 in 바이블》
- C채널 《크리스천 WHAT & WHY》
- TBS교통방송 라디오 《김남훈의 배워봅시다》 게스트
- CTS기독교TV 라디오 《김선정 정영구 뉴스산책》 게스트
- CTS기독교TV 《CTS다음세대 운동본부》
- CTS기독교TV 《신입교장》
- CGNTV 《페이스볼》
- CTS기독교TV 《아주특별한 찬양》

#### 드라마
- 《더킹투하츠》 (MBC 2012)
- 《호텔킹》 (MBC 2013)
- 《신의 선물 14일》 (SBS 2013)
- 《배드파파》 (MBC 2018)
- 《미스마:복수의여신》 (SBS 2018)
- 《퍼퓸》 (KBS 2019)
- 《초면에 사랑합니다》 (SBS 2022)
- 《우월한 하루》 (OCN 2022)
- 《그리드》 (디즈니플러스 2022)
- 《빅 마우스》 (MBC 2022)
- 《군 검사 도베르만》 (TVN 2022)
- 《퀸메이커》 (넷플릭스 2023)
- 《재벌집 막내 아들》 (JTBC 2023)
- 《선재 업고 튀어》 (TVN 2024)
- 《별들에게 물어봐》 (TVN  방송예정)

#### 영화
- 《어느날》 (2017)
- 《독전》 (2018)
- 《정직한후보2》 (2023)

#### 광고 (TV-CF)
- 서해종합건설, 세인트존스경포호텔 TVCF
- 대방건설, 구리갈매 대방디엠시티 TVCF
- 대방건설, 전주 대방디엠시티 TVCF
- 평창패럴림픽 공익광고 TVCF (2018)
- 공익광고, 청소년 금연캠페인 송 (2003)

#### 바이럴광고
- LG전자 헬스케어 에어워셔 CF
- LG전자 침구청소기 앨리스 CF